# 博勒维尔
博勒维尔（法語：Bolleville，法語發音：[bɔlvil]）是法国滨海塞纳省的一个市镇，属于勒阿弗尔区。

## 地理
博勒维尔（49°35'57"N, 0°33'54"E）面积9.73 平方千米，位于法国诺曼底大区滨海塞纳省，该省份为法国北部沿海省份，其西部及北部濒大西洋英吉利海峡，东起顺时针与索姆省、瓦兹省、厄尔省和卡爾瓦多斯省接壤。
与博勒维尔接壤的市镇（或旧市镇、城区）包括：伯兹维莱特、富卡尔、朗克托、拉夫托、特鲁维尔、耶布勒龙、泰尔德科。

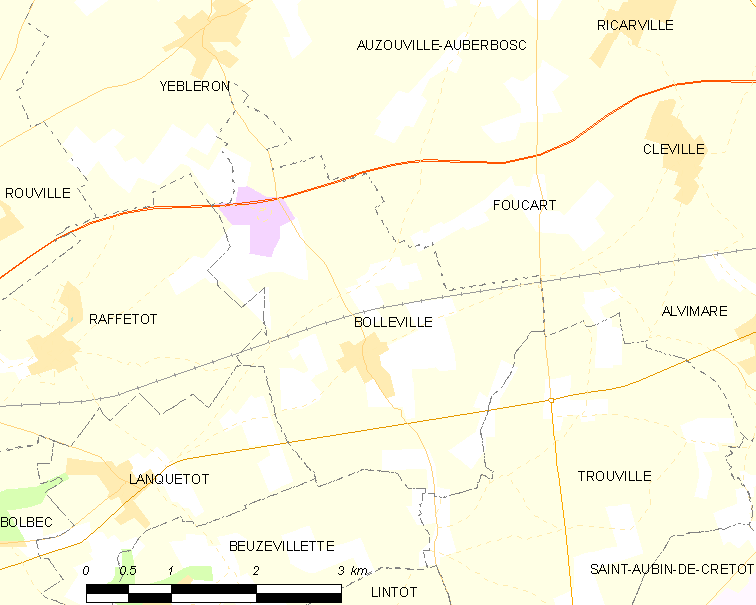
博勒维尔的OSM定位图

博勒维尔的时区为UTC+01:00、UTC+02:00（夏令时）。

## 行政
博勒维尔的邮政编码为76210，INSEE市镇编码为76115。

## 政治
博勒维尔所属的省级选区为塞纳河畔热罗姆港县。

## 人口

1962-2008年间博勒维尔人口变化图示

博勒维尔于2022年1月1日时的人口数量为590人。